# 緬甸公民法
緬甸公民法，是緬甸軍政府於1982年制訂關於緬甸公民身份的法例。緬甸目前承認三類公民，即公民，準公民和歸化公民。根據1947年憲法的定義，公民是屬於“土著種族”的人，擁有“土著種族”的祖父母，是公民的子女，或者在1942年之前住在英屬緬甸。根據這項法律，公民是需要獲得國家註冊卡（NRC），而非公民則需獲得外國人登記證（နိုFRC）。父母持有FRC的公民不得競選公職。
根據1982年緬甸公民法的定義，完全公民是指1823年前居住在緬甸的居民的後裔，或者出生時父母為公民的家庭:準公民是通過1948年“聯邦公民法”獲得公民身份的人。歸化公民是那些在1948年1月4日之前住在緬甸並在1982年之後申請公民身份的人。緬甸公民法還規定，公民（缅族人居多）持有粉红色身份证，享有最高的政治权利，而準公民和歸化公民（以上兩公民主要是缅族以外的其它族裔）则持有藍色和綠色的身份证，其公民权則有所縮水。

## 雙重國籍
緬甸不承認雙重國籍。歸化另一個國家後緬甸公民身份立即無效。
外國人不能成為緬甸的入籍公民，除非他們能證明與該國的家庭有著密切聯繫。

## 羅興亞人公民權
緬甸政府不承認羅興亞人是緬甸135個法律承認的族群之一 ，否認其緬甸公民身份（官方視為從孟加拉國來的偷渡客）。